# André Berniquet
André Berniquet, francoski general, * 11. maj 1878, Guise, Aisne, † 12. junij 1940, Saint-Valery-en-Caux, Seine-Maritime.